# Elysium Fossae
Le Elysium Fossae sono una struttura geologica della superficie di Marte.